# Sluispolder (Terneuzen)
De Sluispolder is een polder ten oosten van Hoek, behorende tot de Polders tussen Axel, Terneuzen en Hoek, in de Nederlandse provincie Zeeland. 
De polder werd in 1648 herdijkt. Ze meet 51 ha.
In 1897 werd de polder opgenomen in een inundatieplan om de kustbatterij van Terneuzen te beschermen. Er werd in de nabijheid van de polder een inundatiesluis gebouwd, die echter nimmer in werking is gesteld. Nadat in 1920 de kustbatterij werd opgeheven, verdween ook de militaire noodzaak tot inundatie.

## Externe bron
- Kustbatterij Terneuzen[dode link]